# Росс 154
Росс 154 (лат. Ross 154, інше позначення — V1216 Sgr) — зоря в сузір'ї Стрільця, червоний карлик. Є однією з найближчих зір (дев'ятою за відстанню). Неозброєним оком її не видно.

## Історія
Уперше зорю Росс 154 зазначив у каталозі американський астроном Френк Елмор Росс 1925 року; вона увійшла до його четвертого переліку нових змінних зір. 1926 року, порівнявши її положення з положенням на фотографічних пластинах, отриманих раніше іншим американським астрономом, Едвардом Емерсоном Барнардом, Росс додав зорю до свого другого переліку зір, власний рух яких вдається виміряти. Первинну величину паралаксу — 0,362 ± 0,006 кутових секунд — виміряв 1937 року Волтер О'Коннелл (Walter O'Connell), скориставшись фотографічними пластинами, отриманими за допомогою Єльського телескопа в Йоганнесбурзі (Південна Африка). Ці вимірювання свідчили, що зоря є шостою за відстанню від Сонця серед відомих на той час зір.

## Характеристики
Росс 154 — тьмяна й відносно холодна зоря (червоний карлик) спектрального класу M3,5 V. Розташована на відстані приблизно 9,69 світлового року від Сонця. Це найближча зоря в південному сузір'ї Стрільця.
Належить до зір головної послідовності. Має видиму зоряну величину 10,44. В ідеальних умовах спостереження Росс 154 потребує телескопа з апертурою щонайменше 6,5 см (3 дюйми).
Світність зорі становить 0,0038 сонячної, маса — 17 % маси Сонця, діаметр — 24 % сонячного, температура поверхні — 3105 K. За оцінками, вік зорі становить менше одного мільярда років[5рус]. Росс 154 є спалахуючою зорею типу UV Кита. Спостереження за допомогою Космічної рентгенівської обсерваторії Чандра свідчать, що інтенсивність випромінювання Росс 154 у рентгенівському діапазоні дорівнює сонячній або навіть перевищує її. Позначення в каталозі змінних зір — V1216 Стрільця.

## Спалахи
Виявилося, що зоря Росс 154 є спалахуючою зорею типу UV Кита (відомою також під назвою Лейтен 726-8 B), для якої середній інтервал між максимумами спалахів становить приблизно дві доби. Перші ознаки змінності спостерігали в Австралії 1951 року, коли зоряна величина Росс 154 зросла на 0,4m. Зазвичай під час спалаху яскравість зорі збільшується на 3–4 величини.
Потужність магнітного поля на поверхні зорі оцінюється в 2,2 ± 0,1 кілогауса.

## Рентгенівське випромінювання
Росс 154 є джерелом рентгенівського випромінювання, яке було зафіксоване кількома рентгенівськими обсерваторіями. Стабільне рентгенівське випромінювання становить близько 9 × 1027 ерг−1. Рентгенівське випромінювання зорі під час спалаху спостерігалося Обсерваторією Чандра; під час спалаху його потужність становила 2,3 × 1033 ерг.
Спектральний клас M3,5V є ознакою того, що цей червоний карлик генерує енергію шляхом злиття ядер атомів водню у ядрі зорі. За оцінками, яскравість Росс 154 становить лише 0,38 % сонячної. На противагу Сонцю, у якому конвекція відбувається лише в зовнішніх шарах, у червоного карлика такої малої маси в конвекції бере участь усе тіло зорі. Відносно висока швидкість обертання свідчить, що Росс 154, найімовірніше, є молодою зорею з оцінюваним віком менше мільярда років. Металічність зорі становить приблизно половину сонячної.
Жодних супутників малої маси на орбіті навколо Росс 154 не виявлено. Не знайдено також ознак надлишкового інфрачервоного випромінювання, яке вказувало б на наявність навколозоряного пилу. Такі уламкові диски рідко зустрічаються в системах зір спектрального класу M із віком більше 10 мільйонів років, оскільки впродовж цього часу зоряний вітер встигає їх розвіяти.

## Рух у просторі
Складники вектора просторової швидкості Росс 154 становлять: [U; V; W] = [–12,2; –1,0; –7,2] км/с. Зоря не входить до складу жодної рухомої групи зір й обертається навколо центра Чумацького шляху на відстані 27,65–30,66 тисяч світлових років (8,48–9,40 кілопарсек) від нього орбітою з ексцентриситетом 0,052. Її невелика просторова швидкість відносно Сонця вказує на те, що вона є зорею Покоління I. Найближче до Сонця Росс 154 підійде приблизно через 157 000 років, наблизившись до відстані 6,39 ± 0,10 св. року (1,959 ± 0,031 парсек).

## Найближче оточення зорі
Перелічені нижче зоряні системи розташовані на відстані в межах 10 світлових років від Росс 154:
| Зоря              | Спектральний клас | Відстань, св. років |
| Зоря Барнарда     | M3,8 V            | 5,5                 |
| Лакайль 8760      | M2 Ve             | 7,4                 |
| Глізе 674         | M3 V              | 7,7                 |
| Вольф 1061        | M3 V              | 8,1                 |
| α Центавра AB     | G2 V / K0 V       | 8,1                 |
| Проксима Центавра | M5,5 Ve           | 8,2                 |
| Глізе 682         | M3,5 V            | 8,7                 |
| ε Індіанця        | K5 Ve             | 8,9                 |
| 70 Змієносця AB   | K0 Ve / K5 Ve     | 9,3                 |
| Лакайль 9352      | M0,5 Ve           | 9,6                 |
| EZ Водолія ABC    | M5 V / M / M      | 9,5                 |
| Сонце             | G2 V              | 9,7                 |

## У культурі
- Планета Електра в системі Росс 154, яку колонізують земляни, є одним із місць дії в науково-фантастичному оповіданні Валентини Журавльової «Орлятко».